# Jordan Mickey
Jordan Grayson Mickey (ur. 9 lipca 1994 w Dallas) – amerykański koszykarz, występujący na pozycji silnego skrzydłowego, obecnie zawodnik Chimek Moskwa.
14 lipca 2017 został zwolniony przez Boston Celtics. 20 sierpnia podpisał umowę z Miami Heat.
27 lipca 2018 został zawodnikiem Chimek Moskwa.
15 lipca 2019 dołączył do hiszpańskiego Realu Madryt.
21 lipca 2020 zawarł po raz kolejny w karierze kontrakt z Chimkami Moskwa.

## Osiągnięcia
Stan na 23 lipca 2020, na podstawie, o ile nie zaznaczono inaczej.
NCAA
- Uczestnik turnieju NCAA (2015)
- Najlepszy pierwszoroczny zawodnik LSWA Luizjana (2014)
- Zaliczony do:
  - I składu:
    - SEC (2015)
    - defensywnego SEC (2014, 2015)
    - turnieju Paradise Jam (2015)
    - najlepszych pierwszorocznych zawodników SEC (2014)

  - II składu:
    - SEC (2014)
    - LSWA All-Louisiana (2014)
- Lider:
  - NCAA w blokach (2015)[9]
  - konferencji Southeastern w:
    - blokach (2014, 2015)[10]
    - zbiórkach (2015)

Drużynowe
- Wicemistrz Rosji/VTB (2019)
- Zdobywca:
  - Pucharu Hiszpanii (2020)
  - Superpucharu Hiszpanii (2020)

Indywidualne
- Uczestnik meczu gwiazd:
  - D-League (2016)
  - VTB (2019)[11]
- Lider D-League w blokach (2016)